# 3 Strikes
3 Strikes é um filme americano de comédia escrito e dirigido por DJ Pooh lançado no ano 2000.

## Sinopse
O Estado adota uma política de "3 strikes" para prisioneiros: só tem 3 chances de se reinserirem na sociedade. O prisioneiro Robert Douglas é libertado, se envolve em uma cena de crime sem ter culpa e precisa ficar foragido para limpar seu nome.

## Elenco
- Brian Hooks como Robert "Rob" Douglas
- N'Bushe Wright como Juanita
- Faizon Love como Tone
- E-40 como Mike
- David Alan Grier como Detetive Jenkins
- Mo'Nique como Dahlia
- Antonio Fargas como Tio Jim
- Vincent Schiavelli como Cortino
- Jerry Dunphy como ele mesmo